# Evangelische Volkspartij (Nederland)
De Evangelische Volkspartij (afgekort: EVP) was een Nederlandse politieke partij en had een christelijk-linkse signatuur.

## Historie
De EVP kwam in 1981 voort uit het samengaan van de in januari 1978 opgerichte Evangelische Progressieve Volkspartij (EPV), een deel van het CDA en progressieve leden van de ARP. De oprichting van de EVP vond op 7 maart 1981 plaats te Dronten. In 1982 werd Cathy Ubels, voormalig gemeenteraadslid van de ARP en het CDA in Dokkum, gekozen als Tweede Kamerlid namens de EVP. In tegenstelling tot de andere christelijke partijen in de Tweede Kamer was de EVP uitgesproken progressief en werkte veel samen met andere linkse partijen, zoals de PPR en de PSP.
Bij de Tweede Kamerverkiezingen van september 1989 vormde de EVP samen met de PPR, de PSP en de CPN één lijst onder de naam Groen Links. In 1990 ging de EVP definitief op in deze nieuwe partij. De christelijk-linkse idealen die bij de EVP te vinden waren worden sindsdien uitgedragen door het platform De Linker Wang, dat actief is binnen GroenLinks. Binnen de partij is Hans Feddema prominent vertegenwoordiger van het geluid van de EVP.

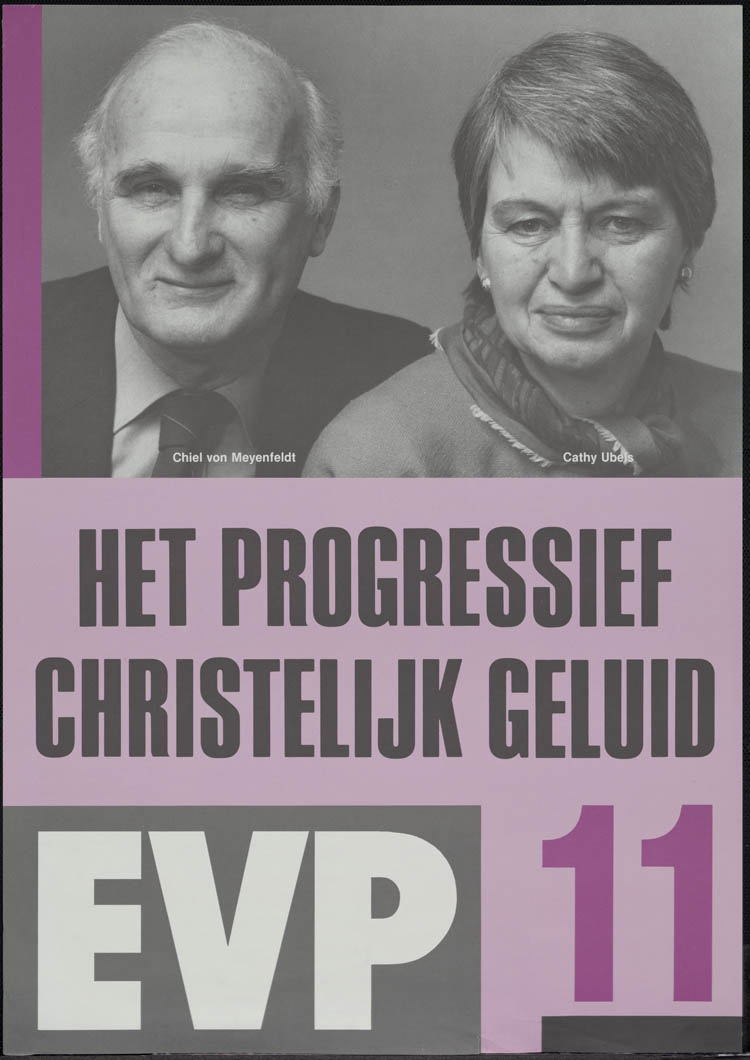
Affiche voor de Tweede Kamerverkiezingen van 1986 met links Chiel von Meijenfeldt en rechts Cathy Ubels.

## Organisatie
Het partijblad droeg de naam EVP Info en was te lezen tussen 1981 en 1990.

## Standpunten

### Grondslag
De EVP was een progressief-christelijke partij. Als ideoloog van de partij gold de econoom en hoogleraar Bob Goudzwaard. Goudzwaard, tussen 1967 en 1971 Tweede Kamerlid voor de ARP en in 1977 de belangrijkste auteur van het CDA-verkiezingsprogramma "Niet bij brood alleen", was de architect van het door de EVP omarmde concept van de 'economie van het genoeg'.

### Politieke plaatsbepaling en standpunten
Speerpunten van de EVP waren onder meer een strikt pacifistisch beleid, heroverweging van het Nederlandse NAVO-lidmaatschap, de invoering van een wettelijk maximuminkomen ter hoogte van vijf maal het bruto minimumloon en de sluiting van kerncentrales. Op ethisch vlak volgde de EVP vaak de andere progressieve partijen, onder meer in opvattingen over homoseksualiteit en abortus.
Hiermee probeerde men het evangelie te combineren met een links-progressieve invalshoek. In die zin kan de EVP beschouwd worden als een opvolger van de vooroorlogse Christelijk-Democratische Unie, die in 1946 opging in de Partij van de Arbeid.

## Verkiezingen
De EVP heeft meegedaan aan de verkiezingen voor de Tweede Kamer, Provinciale Staten en verschillende gemeenteraden. De partij is alleen tussen 1982-1986 vertegenwoordigd geweest in de Tweede Kamer en in gemeenteraden. 

### Tweede Kamer
| Jaar | Lijsttrekker  | Stemmen | %     | Zetels  |
| ---- | ------------- | ------- | ----- | ------- |
| 1981 | Rien Westrate | 45.189  | 0,52% | 0 / 150 |
| 1982 | Cathy Ubels   | 56.466  | 0,69% | 1 / 150 |
| 1986 | Cathy Ubels   | 21.998  | 0,24% | 0 / 150 |

### Electoraat
De EVP richtte zich op een smaldeel van het hoofdzakelijk protestante CDA-electoraat dat zich niet kon verenigen met het kernwapenbeleid van die partij. Dit waren hoofdzakelijk kiezers die voorheen behoorde tot de progressieve vleugel van de ARP, zoals doopsgezinden, Remonstranten en andere pacifistische en progressieve christenen. Deze waren vooral te vinden in het noorden van Nederland. Bij de verkiezingen in 1982 haalde de EVP haar beste resultaten in Friesland (1,4%), Groningen (1,3%) en Drenthe (1,0%). Het slechtst scoorde de partij in het katholieke zuiden.